# Ellisella ceratophyta
Ellisella ceratophyta is een zachte koraalsoort uit de familie Ellisellidae. De wetenschappelijke naam is gepubliceerd in 1758 door Linnaeus in de tiende editie van Systema naturae.